# Освіта Чутівщини

## Історія

### Освіта Чутівщини до 1917 року
Найстарішою в Чутівському краї є Кочубеївська школа, якій більше 200 років. В архівних даних «Полтавская єпархия в её прошлом (до 1803 года) и настоящем (историко-статистический опыт). Выпуск 1» зроблено такий запис за 1803 рік: «Село Кочубеевка Чутовской волости имеет церковь во имя преподобного Павла Латрского, каменная, холодная. Устроена в 1781 году полковником Павлом Васильевичем Кочубеем по дозволению архиепископа словянского Никифора. Её собственности принадлежит дом, дающий доход 8 рублей. Школа земская. 1802 год — церковно-приходская»
Більш-менш чітку картину розвитку освіти в краї маємо лише з XIX ст, особливо після реформ 60-х років.
На території Полтавської губернії, куди входила частина сучасної Чутівщини, протягом ХІХ — початку XX ст. діяли початкові, середні навчальні заклади, професійні училища та школи, учбові ремісничі майстерні. До початкових належали: земські, церковнопарафіяльні, приватні, громадські, міністерські, міські та інші школи. Уже сама назва вказувала на підпорядкованість цих шкіл, джерело фінансування. В «Памятной книжке Полтавской губернии за 1865 год» є запис: «Кочубеевка. Село Полтавского уезда первого стана. Число дворов — 613, мужчин — 618, женщин — 654. Школа церковно-приходская 4 класса»
У 1891 році в Кочубеївці була збудована окремо від церкви початкова школа, яка розміщувалася у трьох приміщеннях і була у відомстві земства. На межі століть у цій школі розпочинають педагогічну діяльність сестри Брадишевські.
У 1838 році з ініціативи священика міського приходу та управителя помістям Гаярина в Чутовому було відкрите чоловіче економічне училище на 40 хлопчиків. Заняття проводили священник Георгій Пономарьов та Іван Коломинський. Не дивлячись на те, що навчання проходило успішно, через три роки училище було закрите. В 1658 році було знову відкрито чоловіче училище. Спершу воно розміщувалося в різних приміщеннях, а з 1863 року для нього були відведені будівлі економічної лікарні. Із введенням в дію положення про народні училища в 1864 році посада помічника була замінена званням «народного учителя». 26 травня 1867 року Чутівське училище відвідав Великий князь Олексій Олександрович («Епархиальные ведомости». 1869 год, № 17).
Незалежно від чоловічого в Чутовому існувало жіноче училище для селянських дівчаток, яке з 15 травня 1870 року стало називатись Чутівським Олексіївським жіночим училищем. Воно утримувалося самими батьками, які щорічно вносили по мірці зерна та добровільні грошові внески. Пізніше оплата праці вчителя стала грошовою — 60 рублів сріблом щорічно від земства. Навчалися в училищі 36 дівчаток.
З іменами Павла Петровича, Софії Петрівни Дурново, Олександри Петрівни Скоропадської пов'язана діяльність училищ в Чутовому. Вони були попечителями цих закладів та багато зусиль прикладали для того, щоб діти селян здобували освіту.
Після аграрної реформи 1861 року у с. Вільхуватка була відкрита церковно-приходська школа. Спочатку вчителями в ній були дяки, а потім попівські дочки, які закінчили єпархіальне училище.

### Земські школи
Вагоме місце серед усіх видів початкових шкіл займали земські школи, спочатку з трирічним, а з 90-х років чотирирічним строком навчання.
Земські школи стояли вище, ніж церковнопарафіяльні та «казенні». Учителі були в них більш прогресивні, навчання велося за такими підручниками, як «Рідне слово» К. Д. Ушинського, «Азбука» Л. М. Толстого, «Наш друг» М. О. Кордон. Переважав звуковий метод. Викладалися: Закон Божий, російська мова, арифметика, церковні співи. У багатьох сільських школах губернії учні оволодівали ремеслами кравців, лимарів, столярів, ковалів, а також навичками по садівництву, городництву, рукоділлю.
З кінця XIX до початку XX століття з'являються земські школи у Филенковому, Новій Кочубеївці, Кочубеївці та інших селах.
Серед перших на Лівобережній Україні постійні асигнування на народну освіту здійснили Переяславське, Полтавське і Лубенське земства (1868 рік). Якщо спочатку земства частково допомагали сільським громадам утримувати школи (видавали підручники, посібники, доплачували певну грошову суму до плати вчителя), то в 90-х роках асигнування земств на школу значно зросли. В 1895 році ця сума по губернії становила 251528 крб. (18-23 % усього кошторису). Земства користувалися і правом навчання вчителів, що сприяло закріпленню кваліфікованих кадрів. В початкових училищах з 4-річним курсом навчання до основних предметів додавалися загальні короткі відомості з історії, батьківщинознавства, географії, природознавства. Навчальний рік тривав від 120 до 150 днів. Тобто, навчання було сезонним. В класах училищ парти були трьох розмірів для 1, 2, 3 відділення згідно з системою Ерісмана.
Учителі, крім основної оплати від держави розміром 360 карбованців на рік, користувалися ще періодичними добавками від земства за вислугу: через три роки служби — 30 карбованців, ще через три роки — 60 карбованців, через 7 — 75. Для того часу це були пристойні гроші.
Земські управи командирували учителів на педагогічні загальноосвітні курси до міст, щорічно проводилися учительські з'їзди. Для вчителів передплачувалася періодична преса. Земства піклувалися про позашкільну освіту. При повітовій управі була посада завідувача позашкільної освіти. Наприкінці XIX ст. у багатьох селах Полтавського повіту було відкрито бібліотеки.
Незважаючи на досягнення, кожна друга дитина нашого краю не навчалася. Становище погіршувалося ще й тим, що більшість селянських дітей, особливо з бідняцьких та середняцьких родин, яким пощастило вступити до школи, залишали її, не закінчивши певного курсу, оскільки змушені були допомагати батькам по домашньому господарству. Особливі складнощі з навчанням були для дівчаток. Селяни вважали освіту для них непотрібною. Навіть існував вислів, що «грамотна дівка жениха не знайде». В деяких селах діти шкільного віку зовсім не навчались.
Наприкінці ХІХ — на початку XX століття на Полтавщині все більше шкіл споруджувалося за проектами земських інженерів і техніків. Вони включали в себе навчальні класи, рекреації, квартири для вчителів.
У той час школи, збудовані у нашій місцевості, мали за основу плани, розроблені Н. Ю. Лермонтовим для Ярославського земства. Він створив їх на зразок планів фінських архітекторів, через що вони називались інколи «школами фінського типу».
Такі школи були збудовані в Лисичому, Трудолюбівці, Новогряковому та Нижніх Рівнях.
Українські історики високо оцінили діяльність земських шкіл. Так, Н. Полонська-Василенко в своїй двотомній «Історії України» писала: «Земські школи користувалися доброю славою. Земства поставили своїм завданням — повністю охопити освітню молодь, і в багатьох повітах це було досягнуте напередодні революції».
Розвиток освіти Чутівщини в дожовтневі часи не обмежувався вивченням самої грамоти. Питаннями забезпечення праці сільського населення, поширенням художніх і технічних знань займалося Полтавське земство.
Програма етнографа і статиста Віктора Василенка пропонувала заходи щодо піднесення кустарних промислів і, взагалі, добробуту населення. До неї належали відкриття професійних шкіл і технічних училищ, влаштування зразкових майстерень, репрезентація виробів народних умільців на виставках.
Зародження ремісницьких навчальних закладів на Чутівщині почалося з Федорівської кошикарської майстерні Полтавського повітового земства у 1903 році, чому сприяли зарості верболозу на околицях села.
У 1909 році земство відкрило в с. Сторожове навчальну колісну майстерню з дворічним строком навчання. Учні виготовляли колеса прості, ходові, бігункові, для бричок, фаетонів, а також деталі до возів. Пізніше майстерня була переведена до Федорівки. Вироби майстерні експонувалися на виставці у 1910 році у м. Катеринославі (тепер Дніпрі), де одержали бронзову медаль, а пізніше — на виставці 1913 року в Санкт-Петербурзі.
У 1911 році в Федорівку була переведена з с. Микільське, що під Полтавою, навчальна кравецько-рукодільна майстерня, де майстриня П.Бондаренко навчала 13 учениць. Друга кравецька майстерня почала діяти у 1915 році у Черняківці. Того ж року повітове земство заснувало у Сторожовій шевську (чоботарську) навчальну майстерню, а в Іскрівці — бондарну.

### Вчителі
З 1899 року вчителькою церковно-приходської школи розпочала свій довгий педагогічний шлях Параска Михайлівна Грабовська. Більшу частину свого життя вона жила і працювала у с. Іскрівка. У вітальній адресі до Х річниці Жовтня сказано: «29 років тому назад, Ви молода, повна сил, енергії та ентузіазму, вірою в краще майбутнє — приступили до своєї скромної, але надзвичайно великої роботи на культурно-освітній ниві по боротьбі з безпросвітною темрявою народних мас. Не дивлячись на всі важкі, несприятливі умови, Ви, шановна Параска Михайлівна, уперто, з вірою в великі наслідки своєї роботи, довгі роки продовжували начате діло по боротьбі за культурне виховання молодого покоління. Святкуючи 10-річний ювілей існування Радянської влади, Чутівський Районний Виконавчий комітет вкупі з громадянами Іскрівської сільради оцінює Вашу чесну, довгорічну працю, почуває до Вас глибоку пошану та вдячність, — дає цю адресу з побажанням довгого та щасливого життя на користь працюючим масам».
Учителями земського училища в 1910—1913 роках, а потім молодших класів Чутівської школи були Євгенія Михайлівна та Неоніла Михайлівна Раздимахіни. У 1943 році Євгенія Михайлівна була розстріляна німцями.
З 1914 року почала свою педагогічну діяльність учителем 1-4 класів Федорівської школи Олександра Андріївна Кавун. 50 років вона віддала справі навчання, за що була удостоєна високих нагород: медалі «За трудову відзнаку», ордена Леніна. А в 1969 році удостоєна звання «Заслужений учитель УРСР». В 1938 році школі, директором якої була Олександра Андріївна, був вручений перехідний Червоний прапор та цінні подарунки за відмінне навчання учнів.
У 1903 році в с. Сторожове народився Семен Опанасович Калабалін, в житті якого велику роль відіграв А. С. Макаренко. Хлопець став прообразом Карабанова з «Педагогічної поеми». І хоча в 1927 році Семен Опанасович закінчив Харківський сільгоспінститут, життя розпорядилось по-іншому. З того часу і аж до смерті, разом з дружиною, знання і душевну теплоту віддавав дітям, які виховувалися у інтернатних закладах.
Цікавий та корисний матеріал зібрала вчителька-пенсіонерка Кульчицька П. Я. разом зі своїм чоловіком про учительство Чутівської школи, який вміщено у книзі «Учитель! Перед именем твоим…». Вчитель історії Гряківської школи Іващенко Л. І. зібрала великий об'єм матеріалу з історії села Грякового. Вчитель-пенсіонер з Рябківки Зінченко О. С. зібрав матеріал «Народна освіта в селі Рябківка Скибівської сільської ради Чутівського району Полтавської області»

### Освіта в пореволюційний час
В матеріалах Полтавського державного архіву знаходимо звернення виконавчого комітету трудящих при Павлівських заводах С. П. Дурново від 23 серпня 1917 року до Полтавської Ради робітничих і солдатських депутатів про необхідність виселення з квартири, що призначалася для вчителів вищої початкової школи при підприємстві, командира 5-го відділення Полтавського кінного запасу п. Козлова.
У 1923-24 н. р. в районі працював 41 учитель, з них з вищою освітою — 2 вчителі, 39 вчителів з середньою.
Роки Німецько-радянської війни нанесли великої шкоди народній освіті, проте вже в 1950-51 н. р. в районі діяло 30 загальноосвітніх шкіл (3 середні, 14-семирічні, 13-початкових).
У 60-70 роках практично в усіх селах Чутівського району були збудовані нові приміщення шкіл. Зміцніла матеріально-технічна база. Для профільного навчання школярів було відкрито перший на Полтавщині Артемівський навчально-виробничий комбінат.
У 1975 році район було визнано переможцем Всесоюзного соціалістичного змагання за введення в дію нових об'єктів народної освіти.
Ось лише деякі успіхи школярів за ці роки. Добре працював гурток юннатів у Федорівській 8-річній школі. В 1958 році з сільськогосподарської виставки у Москві учні Добросол Г. Г., Бутенко Н. В., Буцко О. О. привезли дипломи за вирощення великої кількості кімнатних рослин. У 1975 році Харченка Володимира нагородили медаллю Виставки Досягнень Народного Господарства (Москва) за вирощення високого урожаю цибулі.
Виробничі бригади, що діяли в цей час в школах району, домагалися відмінних показників по вирощенню сільськогосподарської продукції. Колективу Василівської школи було вручено трактор.
Газета «Ленінським шляхом» за 29 серпня 1957 року у статті «Перед початком навчального року» писала: «Заслуговує на вивчення, узагальнення та запровадження досвіду роботи класного керівника восьмого спеціалізованого класу Артемівської середньої школи, Софії Михайлівни Олешко. Клас створено на базі виробництва цукрової промисловості. Він складається з двох груп: токарів і слюсарів. Навчальну програму ведуть спеціалісти цукрозаводу. 25-денну практику учні проходили безпосередньо на виробництві, де по один-два були закріплені за висококваліфікованими майстрами. Значну роль в справі політехнізації навчання відіграли шкільні майстерні, роботи на пришкільних ділянках, в гуртках та на ланах колгоспів та радгоспів. 314 учнів Чутівської середньої школи виробили на різних роботах за літній період 9350 трудоднів, юннати Іскрівської школи — 243. Тут цікаво організована робота гуртка юних тваринників, керівник викладач біології т. Грищук. Вони вже чотири роки займаються кролівництвом і добилися хороших успіхів».
Учні Чутівської школи, члени технічного гуртка, виготовили діючі моделі: Олексій Донченко — аеромобіля, Анатолій Олефір, Михайло Павленко - одноковшового екскаватора, які на обласній виставці 1958 року були відзначені як найкращі. А Олексій Донченко взяв участь у республіканській виставці моделей у Києві, отримавши безкоштовну путівку. Про це написала в газету «Ленінським шляхом» вчителька Харченко Мотрона Юхимівна.
Клуб технічної творчості при Новокочубеївській школі (керівник Ничик Г. І.) дав змогу багатьом учням реалізувати свої творчі проекти на районних та обласних змаганнях з авіамоделювання.
Були і спортивні досягнення. Ніна Ільченко з Чутівської школи стала чемпіонкою республіки серед школярів у велогонках на дистанціях 20 і 25 км. Честь республіки вона відстоювала на Всесоюзній Спартакіаді школярів, що відбулася у Тбілісі, виконавши норму Першого спортивного розряду.
Ефективно й плідно працювали педагоги шкіл району. Першим вчителем-методистом став Гапула М. Л., вчитель історії Артемівської школи. Урядовими нагородами відзначені: Нестеренко В. В. (орден Трудової слави III ступеня), Політько Г. І. (медаль «За трудову доблесть»), Зозуля Н.Є. (медаль Макаренка), Пальоха Н. Г. (значок «Відмінник народної освіти»), Шевченко Н. М. (значок «Отличник просвещения СССР»), Марюха Л. І., Коркішко Л. С. удостоєні звання «Заслужений учитель УРСР».

## Сучасність
Освіта Чутівщини сьогодні — це 9 ЗОШ І-ІІІ ступенів, 6 — ЗОШ І-ІІ ступенів, 2 — ЗОШ І ступенів. Дошкільна освіта — це 17 дошкільних навчальних закладів.
Директор Чапаєвської ЗОШ І-ІІІ ступенів Малахова Тамара Іванівна — Заслужений працівник освіти України. Калюжна Надія Миколаївна нагороджена ювілейною медаллю до 20-річчя незалежності України.